# Rush Township (Illinois)
Die Rush Township ist eine von 23 Townships im Jo Daviess County im Nordwesten des US-amerikanischen Bundesstaates Illinois.

## Geografie

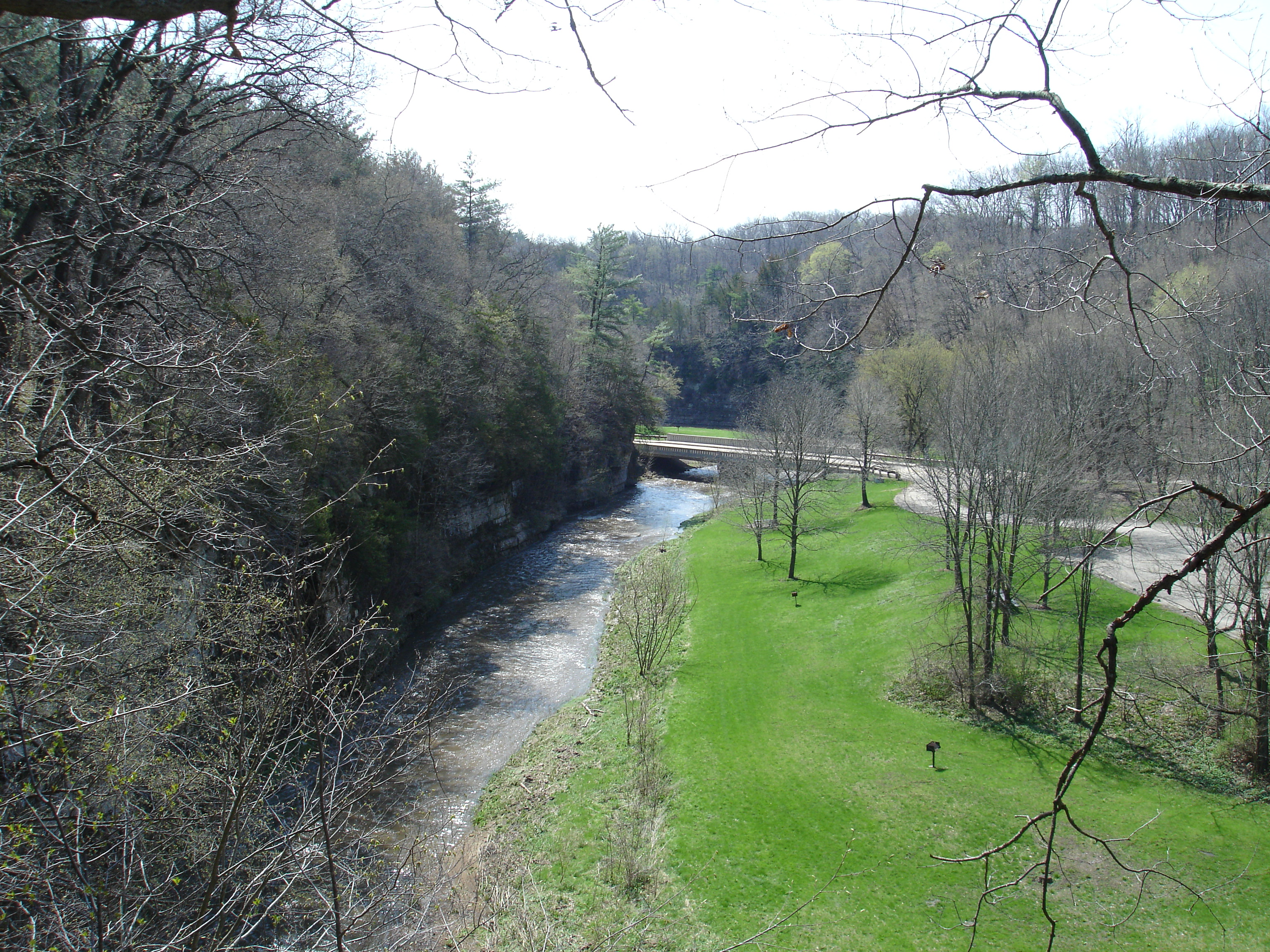
Apple River Canyon State Park

Die Rush Township liegt im Nordwesten von Illinois und wird vom Apple River durchflossen. Die Grenze zu Iowa, die vom Mississippi gebildet wird, befindet sich rund 40 km westlich. Die Grenze zu Wisconsin liegt rund 10 nördlich.
Die Rush Township liegt auf 42°24′40″ nördlicher Breite und 90°02′20″ westlicher Länge und erstreckt sich über 95,35 km². Im Norden der Township befindet sich der Apple River Canyon State Park.
Die Rush Township grenzt innerhalb des Jo Daviess County im Norden an die Warren Township, im Osten an die Nora Township, im Südosten an die Wards Grove Township, im Süden an die Stockton Township, im Südwesten an die Woodbine Township, im Westen an die Thompson Township und im Nordwesten an die Apple River Township.

## Verkehr
In der Rush Township existieren keine überregionalen Fernstraßen. Die Township wird von einer Reihe von County Roads und anderen meist unbefestigten weiter untergeordneten Straßen durchzogen. 
Die nächstgelegene Flugplätze sind der rund 80 km westlich in Iowa gelegene Dubuque Regional Airport, der rund 60 km nordwestlich in Wisconsin gelegene Platteville Municipal Airport und der rund 50 km östlich in Illinois gelegene Albertus Airport bei Freeport.

## Bevölkerung
Bei der Volkszählung im Jahr 2010 hatte die Township 380 Einwohner. Die Bevölkerung lebt ausschließlich verstreut über das Gebiet der Township, Siedlungen oder Gemeinden existieren nicht.